# Weathering With You – Das Mädchen, das die Sonne berührte
Weathering With You – Das Mädchen, das die Sonne berührte (天気の子 Tenki no Ko, übersetzt: Kind des Wetters, offizieller internationaler Titel: Weathering With You) ist ein Animationsfilm des japanischen Regisseurs Makoto Shinkai, der durch das Animationsstudio CoMix Wave Films realisiert wurde. Er folgte auf den als Meisterwerk geltenden Animefilm Your Name. – Gestern, heute und für immer von Shinkai aus dem Jahr 2016. Der Film feierte seine Premiere am 19. Juli 2019 in den japanischen Kinos.
In dem Film geht es um den Oberschüler Hodaka Morishima, der aus seinem Heimatort nach Tokio zieht und dort auf die mysteriöse Hina Amano trifft, die in der Lage ist, das Wetter zu kontrollieren.

## Handlung
Der Oberschüler Hodaka Morishima läuft von zu Hause auf einer isolierten Insel weg und geht nach Tokio. Er gerät schnell in finanzielle Schwierigkeiten und hungert bald. Vor einer Bar schläft er ein und wird verjagt, wobei er eine versteckte Pistole findet, die er für ein Spielzeug hält. Ein Mädchen in einem Burgerladen hilft ihm mit einem geschenkten Burger über einen Tag hinweg. Schließlich kommt Hodaka bei einer kleinen Redaktion für Okkultismus-Artikel unter, das von Keisuke Suga und Natsumi betrieben wird. Er bekommt nur wenig Geld, aber hat Unterkunft und Verpflegung. Da es trotz des Sommers in Tokio ständig regnet, breiten sich Gerüchte über ein Sonnenscheinmädchen aus, denen auch Natsumi und Hodaka nachforschen. Schließlich trifft Hodaka auf Hina Amano, die er als das Mädchen wiedererkennt, das ihm im Burgerladen geholfen hat. Er rettet sie vor zwielichtigen Gestalten und feuert dabei mit der Pistole in die Luft, die sich als echte Waffe herausstellt. Hina führt gemeinsam mit ihrem kleinen Bruder Nagisa ein einfaches Leben und sie verfügt über eine besondere Fähigkeit: Sie kann durch ein Gebet die Sonne herbeirufen, seit sie in einem kleinen Tempel war und für besseres Wetter für ihre sterbende Mutter gebetet hat. Da Hina nach einem Einkommen für die beiden Waisen sucht, schlägt Hodaka vor, ihre Fähigkeit zu vermarkten. Und so verkaufen die drei Hinas Sonnengebete über das Internet und werden kleine Berühmtheiten.
Schon bei den ersten Recherchen hieß es, dem Sonnenscheinmädchen drohe Gefahr, und nun erzählt ein Priester Natsumi und Keisuke von den Wetter-Mikos, die es in früheren Zeiten an vielen Orten gegeben haben soll. Sie gingen einen Bund mit dem Himmel ein, könnten das Wetter beeinflussen und müssten sich schließlich opfern. Nach einiger Zeit treffen die beiden auf Hina und Hodaka, wobei Natsumi Hina von der Gefahr erzählt. Diese hat zusammen mit Hodaka längst beschlossen, ihr Dasein als Sonnenscheinmädchen zu beenden. Hodaka hat sich vorgenommen, ihr an ihrem Geburtstag einen Ring zu schenken. Doch das Wetter in Tokio wird immer stürmischer, bald bricht der Verkehr zusammen und zudem sucht auch noch die Polizei nach Hodaka, weil sein Schuss mit der Waffe bemerkt wurde. Keisuke will sich selbst schützen, nachdem er von der Polizei besucht wurde, und lässt Hodaka nicht mehr zu sich. Die drei Jugendlichen streifen durch Tokio, wo es mittlerweile stürmt und schneit, und kommen nach langer Suche in einem Hotel unter. Sie verbringen einen wundervollen gemeinsamen Abend zusammen, an dessen Ende Hodaka Hina sein Geschenk überreicht. In der Nacht opfert sich Hina, damit das Wetter in Tokio endlich wieder normal wird. Sie löst sich auf und ist am nächsten Tag verschwunden. Hodaka ist verzweifelt und wird noch im Hotel von der Polizei festgenommen; Nagisa kommt in ein Heim. Doch um Hina zurückzuholen, flieht Hodaka aus der Polizeistation und Nagisa trickst die Polizistin im Heim aus. Es kommt zu einer Verfolgungsjagd, bei der Hodaka von Natsumi und Keisuke unterstützt wird. Schließlich gelangt er zu dem kleinen Tempel, an dem Hina damals zum Sonnenscheinmädchen wurde. Er holt Hina aus dem Himmel zurück, auch wenn dies erneut schwere Unwetter für Tokio bedeutet. Während die beiden Amano-Geschwister nun im stürmischen und untergehenden Tokio weiterleben, erhält Hodaka eine Bewährungsstrafe und muss in seine Heimat zurück. Nach drei Jahren hat er die Schule abgeschlossen und reist erneut in die halb überschwemmte Kantō-Ebene, an die sich die Menschen mittlerweile gewöhnt haben, und trifft endlich wieder auf Hina.

## Produktion
Am 2. August 2018 kündigte Makoto Shinkai die Produktion eines neuen Kinofilms an, welcher im Laufe des Jahres 2019 veröffentlicht werden soll. Zum Produktionsteam gehören neben Shinkai, auch Charakterdesigner Masayoshi Tanaka, Atsushi Tamura als Animationsregisseur und Hiroshi Takiguchi, der das Background-Supervising übernimmt.

### Synchronsprecher
Für die Synchronisation der beiden Protagonisten wurde ein Casting veranstaltet an welchem mehr als 2.000 Bewerber teilnahmen. Nana Mori und Kotaro Daigo wurden im Rahmen dieses Auswahlverfahrens als Sprecher der beiden Charaktere ausgewählt. Zudem wurde angekündigt, dass diverse Sprecher aus Your Name. – Gestern, heute und für immer eine Sprechrolle in dem Film erhalten werden.
Im Mai wurden weitere Synchronsprecher bekanntgegeben. Am 27. April 2019 begannen die Synchronsprecherarbeiten.

### Musik
Für die Musik ist abermals die japanische Rockband Radwimps zuständig. Shinkai, der bereits bei Your Name. mit der Band zusammenarbeitete, schickte Ende August das Skript an deren Sänger Yōjirō Noda um dessen Meinung einzuholen. Daraufhin schrieb die Band das Stück 愛にできることはまだあるかい Ai ni Dekiru koto wa Mada Arukai (Is there still anything that love can do?), welches zugleich als Titelsong des Films fungiert.

## Synchronisation
Die deutsche Sprachfassung wurde von der Berliner Synchronfirma Scalamedia erstellt. Mit Matthias von Stegmann wurde ein Halbjapaner für das Dialogbuch und die Dialogregie verpflichtet.

| Rolle            | Japanischer Sprecher (Seiyū) | Deutscher Sprecher  |
| ---------------- | ---------------------------- | ------------------- |
| Hodaka Morishima | Kotaro Daigo                 | Sebastian Fitzner   |
| Hina Amano       | Nana Mori                    | Léa Mariage         |
| Nagi Amano       | Sakura Kiryū                 | Hannes Ploner       |
| Keisuke Suga     | Shun Oguri                   | Rainer Fritzsche    |
| Natsumi Suga     | Tsubasa Honda                | Lucille-Mareen Mayr |
| Fumi Tachibana   | Chieko Baishō                | Elvira Schuster     |
| Yasui            | Sei Hiraizumi                | Lutz Schnell        |
| Takai            | Yūki Kaji                    | Bastian Sierich     |
| Mitsuha Miyamizu | Mone Kamishiraishi           | Laura Jenni         |
| Taki Tachibana   | Ryûnosuke Kamiki             | Maximilian Belle    |

## Veröffentlichung

### Werbung
Am 13. Dezember 2018 wurde eine Pressekonferenz abgehalten, bei der der Film offiziell vorgestellt und für den 19. Juli 2019 angekündigt wurde. Am 10. April 2019, exakt 100 Tage vor der offiziellen Kinopremiere in Japan, wurde der erste Filmtrailer veröffentlicht. Tōhō übernimmt den weltweiten Vertrieb des Films.
Ein zweiter Filmtrailer wurde am 28. Mai 2019 der Öffentlichkeit präsentiert. Produzent Genki Kawamura wird im Juni im Rahmen des Annecy International Animation Film Festival ein Video zum Stand der Filmproduktion für die Presse und Filmstudierende präsentieren.
Ein dritter Trailer wurde am 2. Juli mit einem kurzen Überblick der bisherig erschienenen Filme von Makoto Shinkai veröffentlicht, der einen 1:43 min. langen Preview von verschiedenen Stellen zum Film enthält.

### Filmveröffentlichung
Weathering With You erschien am 19. Juli 2019 in den japanischen Kinos. Am 8. August ist die Veröffentlichung in Hongkong geplant. Außerdem wird der Film in Indonesien, Singapur und auf den Philippinen gezeigt werden. GKIDS sicherte sich die Lizenz für den englischsprachigen Raum und veröffentlicht den Film Ende 2019 auf einer limitierten Veranstaltung und Anfang 2020 in ganz Nordamerika.
Universum Anime sicherte sich die Rechte für den deutschsprachigen Raum. Der Film lief mit dem erweiterten Titel Weathering With You – Das Mädchen, das die Sonne berührte am 16. und 19. Januar 2020 wahlweise mit deutscher Synchronisation oder im Originalton mit deutschen Untertiteln in ausgewählten deutschen, österreichischen und Schweizer Kinos und erhielt in vielen Kinos Zusatzvorstellungen am 23. und 26. Januar 2020. Zwischen 2. Juni und 31. Juli 2020 wurde der Film erneut einmalig oder in mehreren Vorstellungen in vielen deutschen und österreichischen Kinos gezeigt. Am 25. September 2020 erschien der Film auf DVD und Blu-ray in einer Standard- und mehreren limitierten Sammlereditionen.

## Rezeption

### Auszeichnungen
Der Film wurde als japanischer Beitrag für den besten internationalen Film für die Oscarverleihung 2020 ausgewählt, gelangte aber nicht in die engere Auswahl. Er wurde jedoch vier Mal für den Annie Award nominiert: Als bester Indie-Film, Bester Film, Beste Regie und Bestes Drehbuch. Bei den 13. Asia Pacific Screen Awards erhielt Weathering With You die Auszeichnung als bester Film. Auch die Publikumspreise von Scotland Loves Anime und beim Animation is Film Festival konnte der Film für sich entscheiden.

### Kommerzieller Erfolg
Während Your Name. – Gestern, heute und für immer am Premierentag 301 Vorstellungen in 196 japanischen Kinos erhielt, startete Weathering With You – Das Mädchen, das die Sonne berührte in 359 Kinos in Japan mit insgesamt 448 Vorstellungen. Innerhalb der ersten drei Tage konnten knapp 1,16 Millionen Kinotickets verkauft werden und dabei knapp 1.64 Milliarden Yen, umgerechnet 13,6 Millionen Euro, in Japan einspielen. Am Eröffnungstag spielte Weathering With You – Das Mädchen, das die Sonne berührte 18 Prozent mehr ein als der Vorgänger am ersten Tag. Nach 34 Tagen erspielte der Film zehn Milliarden Yen, umgerechnet knapp 94,6 Millionen US-Dollar. In Deutschland schauten rund 61.000, in Österreich und der Schweiz zusammen rund 8.000 Besucher den Film an den zwei Eventtagen, was einem Einspielergebnis von 730.000 Euro in Deutschland und 42.000 Euro in Österreich entspricht.

### Kritiken
Für den Deutschlandfunk besprach Dinah Zank den Film, den sie eine „fantastische Fabel über den Klimawandel“ nennt, „ein einziges, riesengroßes Kunstwerk“. Technisch sei das Werk der aktuell beste Animationsfilm, der vor allem durch die detailgetreue Darstellung Tokios in den Hintergründen besteche. Das Thema Klimawandel trete im Film als zunehmend starker Regen auf, da dieser in Japan tatsächlich zu immer stärkeren Regenereignissen führt. Die Geschichte verbinde dies mit japanischen Mythen und der Liebe zweier sympathischer Protagonisten. Die Süddeutsche Zeitung jedoch meint, Shinkai sei dem Thema Klimawandel nicht gewachsen. Insbesondere das Ende müsse irritieren, in dem die Liebe der beiden Jugendlichen Vorrang vor der Rettung der Stadt vor dem Regen hat. Auch sonst habe die Geschichte, eine „saccharinsüße Lovestory“, einige Lücken. Visuell aber könne Shinkai mit atemberaubenden Bilder überzeugen und für den Klimawandel „eindrucksvolle apokalyptische Bilder“ finden. Vor allem die Darstellung Tokios „als wurlige, vitale Metropole […], faszinierend und nicht ungefährlich“ zeige, dass der Film „auch eine Liebeserklärung an die Stadt ist“. Auch die Taz und Aachener Zeitung loben Weathering With You als Film mit und für Jugendliche – aber auch für Erwachsene lohnend – „aufwändig gezeichnet und mit tollen Figuren ausgestattet“, gut ausbalanciert zwischen Fantasy und Romantik, mit „Anklänge[n] an eine Dystopie der Gegenwart“.

## Weitere Umsetzungen
Am 18. Juli 2019 erschien in Japan der Roman zum Film, welcher von Shinkai selbst geschrieben wurde. In Deutschland wurde dieser von Egmont Manga lizenziert und wurde am 5. Dezember 2019 veröffentlicht.
Bereits im Juni 2019 wurde angekündigt, dass Weathering With You – Das Mädchen, das die Sonne berührte zudem eine Umsetzung als Manga erhalten wird. Dieser erschien von November 2019 bis Oktober 2020 in drei Bänden. Egmont Manga veröffentlichte die Mangabände von April 2020 bis August 2021 vollständig in einer Übersetzung von Cordelia Suzuki auf Deutsch.